# Li Fusheng
Li Fusheng (李富胜S, Li FushengP; Juxian, 4 gennaio 1953 – Pechino, 2 dicembre 2007) è stato un calciatore cinese, di ruolo portiere.

## Carriera

### Club
Giocò per tutta la carriera nel campionato cinese.

### Nazionale
Ha rappresentato la nazionale cinese alla Coppa d'Asia nel 1976 e nel 1980.

## Palmarès

### Club

#### Competizioni nazionali
- Campionato cinese: 2

Bayi: 1977, 1981